# Callisie rampante
Callisia repens
Espèce
La Callisie rampante (Callisia repens (Jacq.) L.) est une espèce de plantes de la famille des Commelinacées. C'est une plante rampante succulente vivant dans les forêts d'Amérique tropicale. Elle se reproduit par bouturage des tiges. Cette espèce est indigène de la Guadeloupe et de la Martinique et elle a été introduite en Polynésie française.

## Liste des variétés
Selon Tropicos (17 juillet 2013) (Attention liste brute contenant possiblement des synonymes) :
- variété Callisia repens var. ciliata Roem. & Schult.
- variété Callisia repens var. mandonii C.B. Clarke

## Utilisation

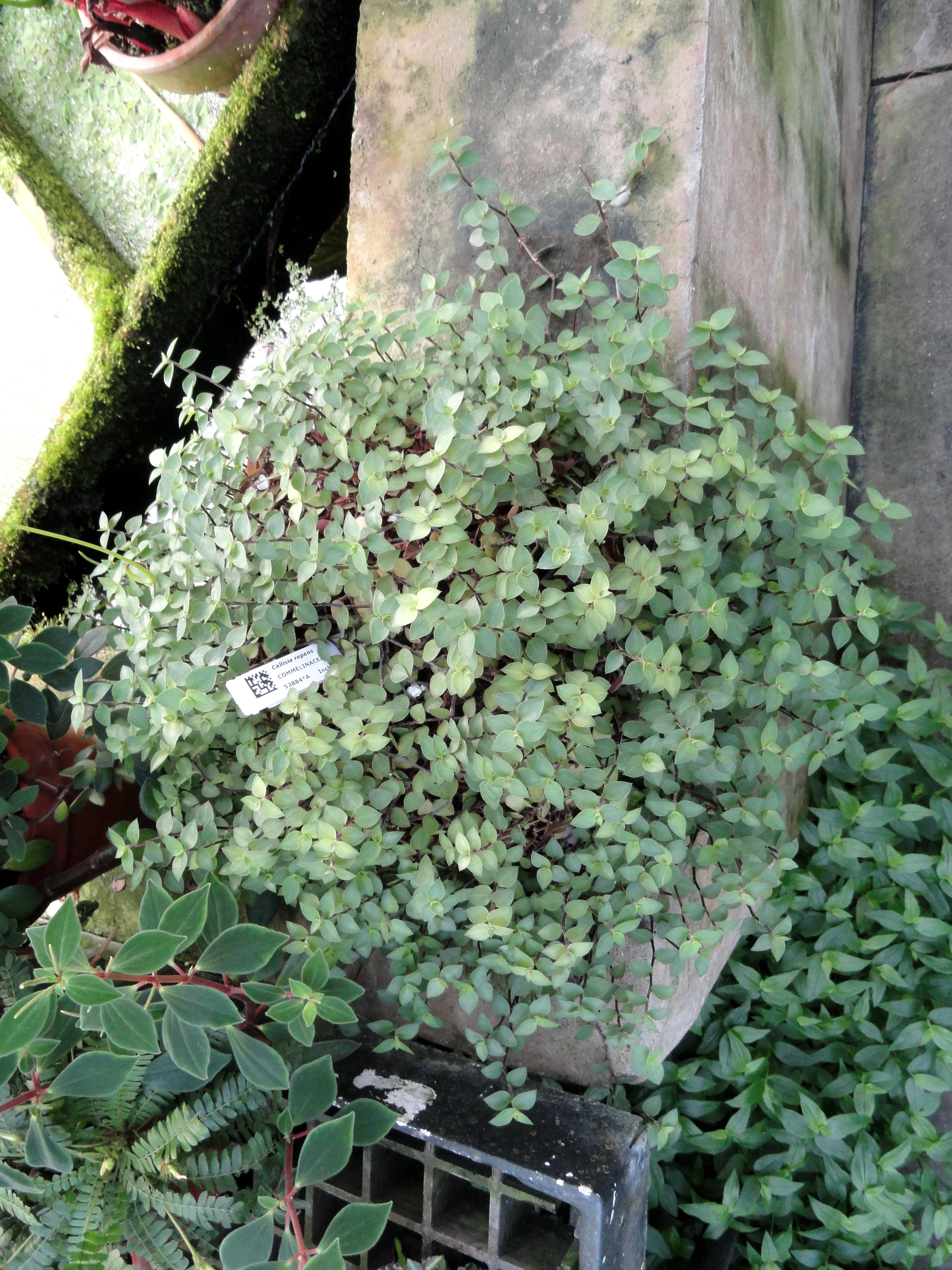
Plant de Callisie rampante, commercialisé en barquette.

La sève de la Callisie rampante a une consistance mucilagineuse. Elle est riche en eau, calcium et sels minéraux. Cette petite plante grasse rampante est donc utilisée comme plante fourragère ou comme aliment frais en complément alimentaire destiné aux animaux de compagnie : oiseaux (perruches), rongeurs (sauf cochon d'inde chez qui le calcium doit être donné en quantité limitée), tortues, caméléons…
Elle est aussi commercialisée comme plante d'appartement pour son port retombant et le parfum de violette de ses fleurs blanches. Une forte lumière fait rougir le feuillage, mais la plante craint toutefois le soleil direct. Elle se reproduit facilement par bouturage. On peut la mettre à l'extérieur durant les demi-saisons, mais gare aux amateurs, dont les escargots.

## Plante envahissante
Distribuée sous la forme de plante cultivée pour les suspensions décoratives, sa croissance rapide, sa tolérance à divers environnements et l'effet couvre-sol de cette callisie en font une espèce qui peut se répandre très rapidement, étouffant les plantes locales ou les empêchant de germer.

### Bases de référence taxonomique
- (en) JSTOR Plants : Callisia repens  (consulté le 17 juillet 2013)
- (en) Catalogue of Life : Callisia repens (Jacq.) L. (consulté le 21 décembre 2020)
- (en) Flora of North America : Callisia repens  (consulté le 17 juillet 2013)
- (en) Flora of China : Callisia repens  (consulté le 17 juillet 2013)
- (en) GRIN : espèce Callisia repens  (Jacq.) L. (consulté le 17 juillet 2013)
- (fr) INPN : Callisia repens  (Jacq.) L., 1762 (TAXREF)  (consulté le 29 août 2014)
- (fr + en) ITIS : Callisia repens  (Jacq.) L. (consulté le 17 juillet 2013)
- (en) World Checklist of Selected Plant Families (WCSP) : Callisia repens  (consulté le 17 juillet 2013)
- (en) NCBI : Callisia repens (taxons inclus) (consulté le 17 juillet 2013)
- (fr) Tela Botanica (Antilles) : Callisia repens  (Jacq.) L. (consulté le 17 juillet 2013)
- (en) Tropicos : Callisia repens (Jacq.) L.  (+ liste sous-taxons) (consulté le 17 juillet 2013)

### Autres liens externes
- Inventaire National du Patrimoine Naturel
- Herbier de la Polynésie Française
- Callisia repens  Callisie rampante sur le site Jardin ! L'encyclopédie.